# Раздзог
Раздзо́г (осет. Раздзог) — село в Правобережном районе Республики Северная Осетия — Алания.
Административный центр муниципального образования «Раздзогское сельское поселение».

## География
Селение расположено у южного подножья Кабардино-Сунженского хребта, в 20 км к северо-западу от районного центра — Беслан и в 42 км от города Владикавказ.
Граничит с землями населённых пунктов: Заманкул на западе, Батако на востоке и Цалык на юге.

## История
Селение было основано в 1839 году, когда тагаурский алдар — Алхаст Кундухов из Горной Санибы, вместе с сыновьями и крестьянами, переселился в урочище Скут-Кох (осет. Скъуыд Къох), на бывшие земли кабардинских князей, выкупленных государственной казной. Кундуховский аул размером 5080 десятин, так же, как и основанные рядом соседние сёла, должен был препятствовать имаму Шамилю контактировать с Кабардой и другими горскими адыгскими народами.
Из сыновей Алхаста — Муссе Кундухову, в 1842 году был выделен значительный надел, несмотря на остроту земельного вопроса в плоскостной Осетии. Кундуховы выстроили в Скут-Кохе оборонительный замок для защиты всего аула и в порядке очереди держали дневной и ночной караулы по 4 человека. Замок в Скут-Кохе, выстроенный из белого камня, находился в северной части села на возвышенности. Окруженный двухметровой каменной стеной, растянутой на 82 м, он служил настоящей крепостью, в которой укрывались жители аула во время набегов банд абреков.
В 1851 году Мусса Кундухов писал, что жители соседних аулов в случае опасности оставляли свои дома и укрывались в Скут-Кохе, а «неприятель предавал их жилища огню». Внутри замка находились мечеть и кунацкая.
В 1857 году Мусса Кундухов стал начальником Военно-Осетинского округа, а в 1860 году начальником Чеченского округа. Позже его стали подозревать в намерении стать во главе общего восстания на Восточном Кавказе против Российского правительства и в связях с чеченской сектой зикристов Кунта-Хаджи.
Недовольство крестьянской реформой 1861 года и в целом российской политикой на Кавказе, усиливало враждебные антироссийские настроения, особенно среди мусульманской знати. В этих условиях присутствие генерала Муссы Кундухова в пределах Терской области для царской администрации становилось более чем нежелательным. Поэтому, когда Мусса обратился к начальнику области с просьбой разрешить ему уволиться со службы и переселиться с семьей и родственниками в Турцию, она «была встречена без огорчения». Кундухов обещал при этом, что возглавит переселение 3000-5000 семейств осетин, чеченцев и карабулаков.
В июле 1865 года, в составе первой партии переселенцев были переселены семьи генерал-майора Муссы Кундухова, его братьев Афако, Каспулата, их крестьяне, а также другие Кундуховы, алдары Есеновы, Алдатовы, Кануковы, Мамсуровы и другие.
В 1865 году Скут-Кох был выкуплен у Кундухова казной. Часть его земль была отмежевана Заманкулу (642 десятины) и 1055 десятин Батако. Оставшиеся в Скут-Кохе 17 дворов были переселены в Тулатово (Беслан).
Новым владельцем скут-кохской казённой дачи (бывшей Кундуховской), уже значительно уменьшенной в размере (950 десятин), стал начальник Осетинского (впоследствии Владикавказского) округа — А. Ф. Эглау. В 1887 году он пригласил на свои частно-владельческие земли в Скут-Кох 14 семей немецких колонистов. Они должны были организовать в Скут-Кохе «образцовое хозяйство» и «тем самым показать окружающему туземному населению улучшенные способы земледелия».
В 1897 году Скут-Кох был переименован в колонию Эммаус. Старостой (шульцем) колонии был Иоганн Реттенбахер. Колонисты по-новому обустроили селение, отстроили себе каменные и саманные дома (25 дворов). В селении были одна мужская и одна женская школы.
Несмотря на достигнутые успехи, 18 июня 1905 года колонистское правление в Эммаусе было упразднено, а немцы проживавшие в колонии переселились и основали хутор Эбен-Эцер.
В 1907 году воспользовавшись услугами Крестьянского Поземельного банка, при помощи которого российское правительство проводило столыпинские аграрные преобразования в Осетии, в Эммаус были переселены куртатинцы из горных сёл — Даллагкау, Гусыра, Дзуарикау, Дзивгис, Барзикау, Харисджин, Хидикус, Цмити, Урикау и Саниба.
Указом Президиума Верховного Совета РСФСР от 26 апреля 1941 года село Эммаус переименовано в Раздзог., что в переводе с осетинского означает — «идущий впереди».

## Население
| 2002 | 2010 | 2011 | 2012 | 2013 | 2014 | 2015 |
| ---- | ---- | ---- | ---- | ---- | ---- | ---- |
| 487  | ↗513 | ↘512 | ↘503 | ↘501 | →501 | ↗504 |
| 2016 | 2017 | 2018 | 2019 | 2020 | 2021 | 2023 |
| →504 | ↗505 | →505 | ↘500 | ↗504 | ↗523 | ↘514 |
| 2024 | 2025 |      |      |      |      |      |
| ↘513 | ↗518 |      |      |      |      |      |

Национальный состав
По данным Всероссийской переписи населения 2010 года:
| № | Национальность | Численность, чел. | Доля   |
| - | -------------- | ----------------- | ------ |
| 1 | осетины        | 497               | 96,9 % |
| 2 | грузины        | 7                 | 1,3 %  |
| 3 | русские        | 5                 | 1,0 %  |
| 4 | другие         | 4                 | 0,8 %  |

## Известные уроженцы
- Муса Алхастович Кундухов (1818—1889) — российский генерал-майор. Предводитель мухаджиров Северного Кавказа. Турецкий дивизионный генерал.